# Rừng mưa nhiệt đới

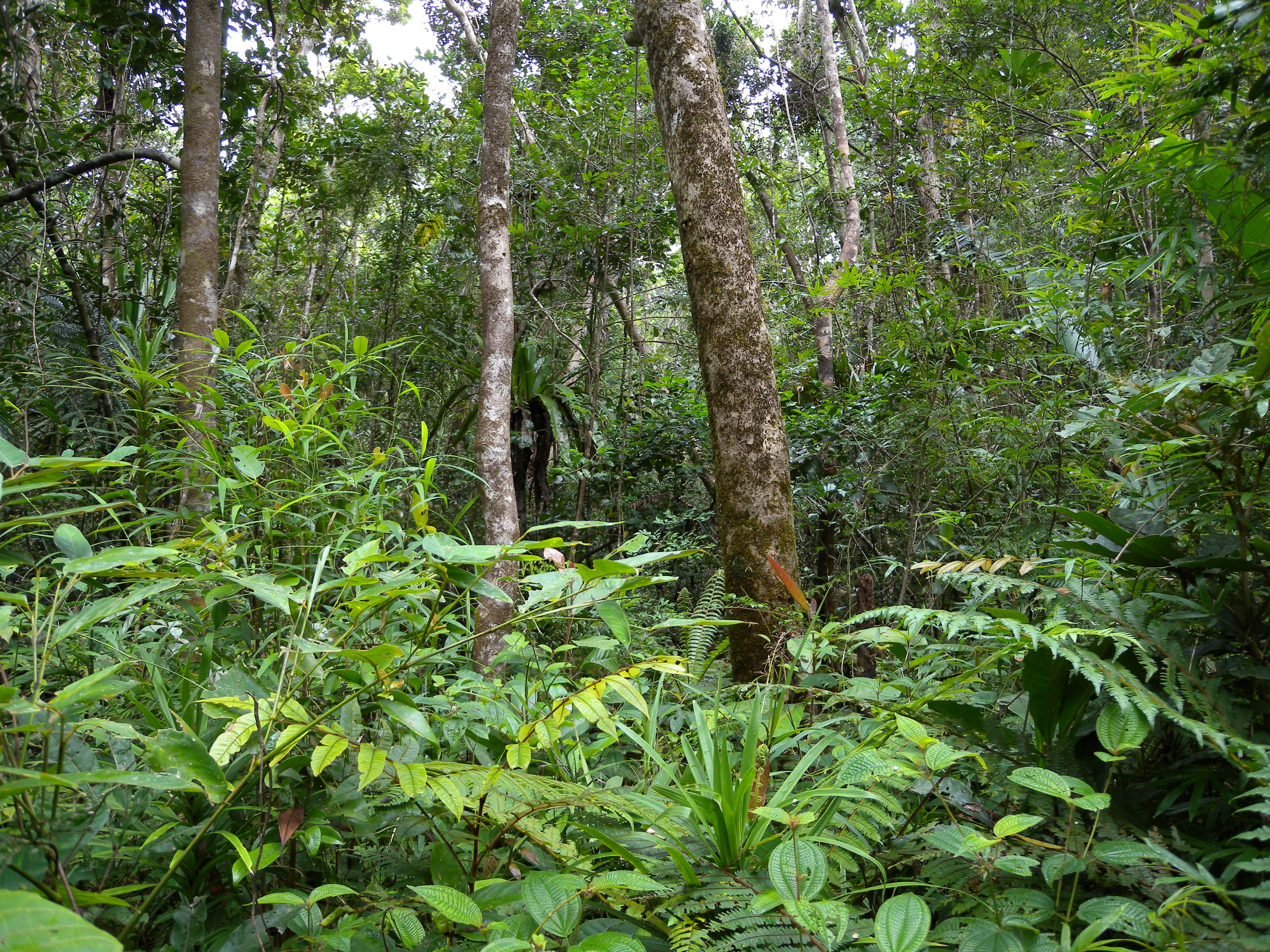
Quang cảnh rừng nhiệt đới ở Madagascar

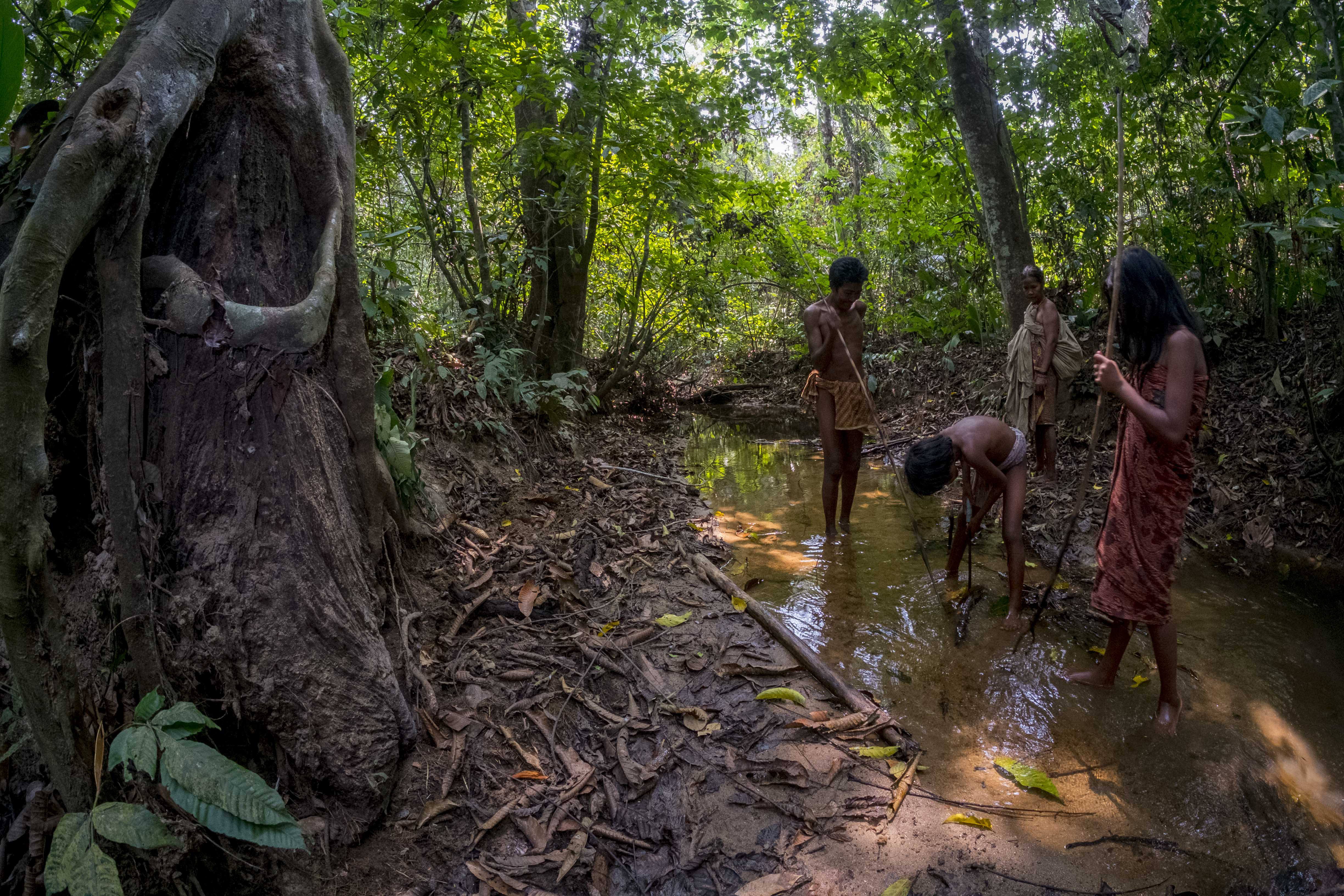
Bộ tộc sống trong rừng nhiệt đới ở Jambi

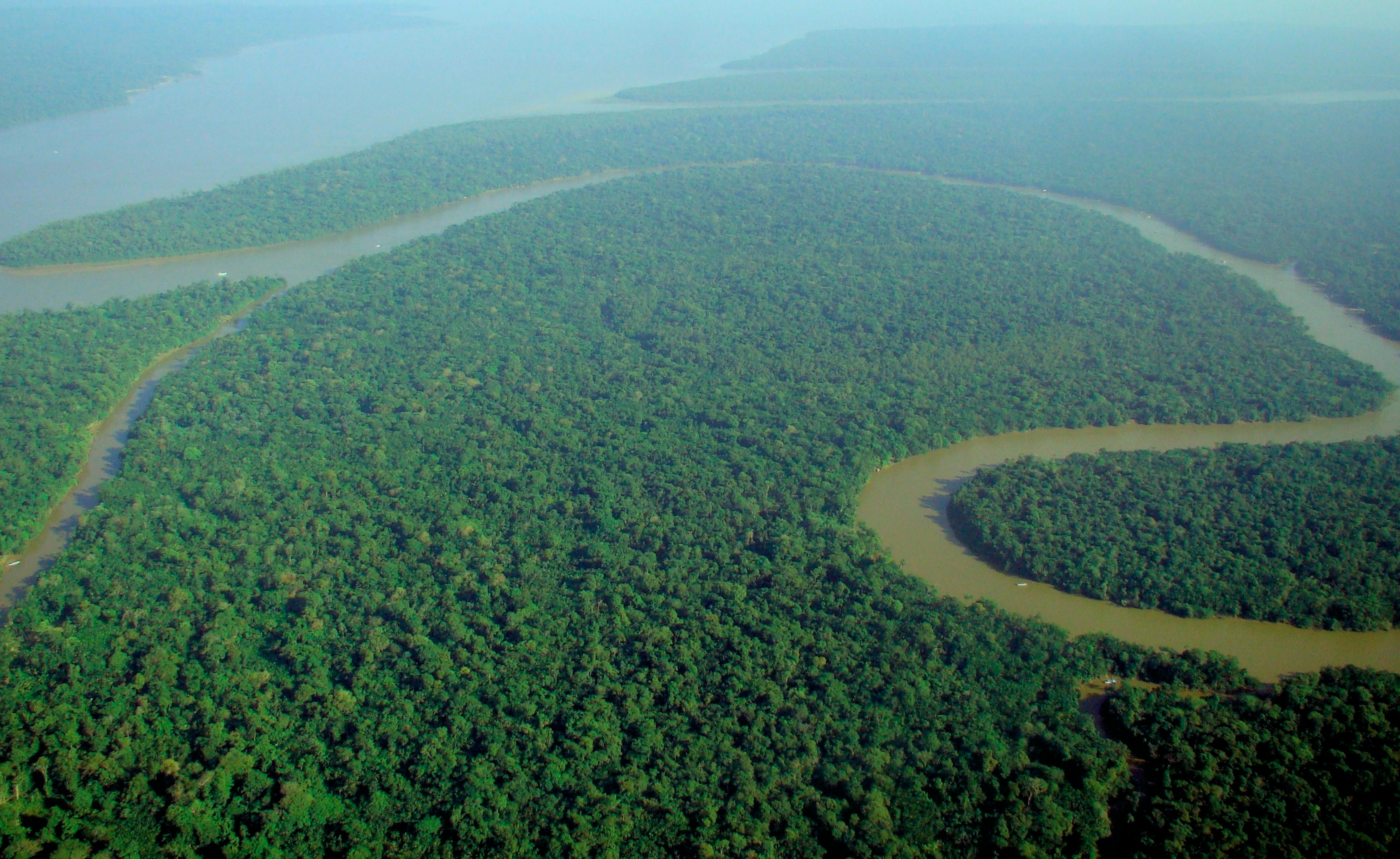
Một vùng rừng mưa Amazon ở Brazil. Rừng mưa nhiệt đới ở Nam Mỹ có sự đa dạng sinh học các chủng loài lớn nhất trên Trái Đất.

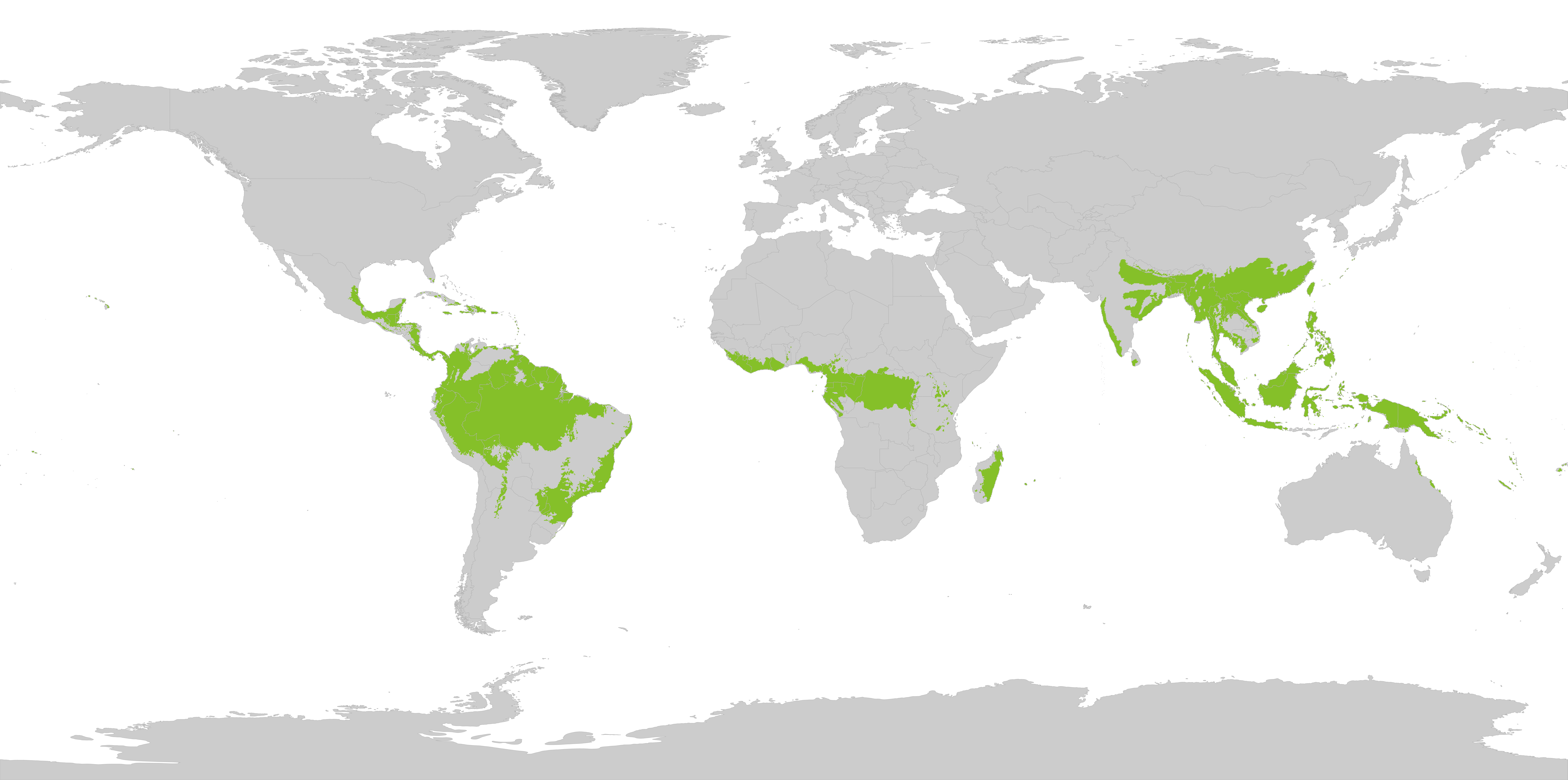
Phân bố rừng nhiệt đới trên thế giới

Rừng mưa nhiệt đới là một kiểu  hệ sinh thái xuất hiện nhiều tại vĩ độ 28 độ Bắc hay Nam của đường xích đạo (trong khu vực xích đạo giữa chí tuyến Bắc và chí tuyến Nam). Hệ sinh thái này tồn tại ở nhiệt độ trung bình khá cao và lượng mưa đáng kể. Rừng mưa có thể được tìm thấy ở Châu Á, Châu Úc, Châu Phi, Nam Mỹ, Trung Mỹ và trên nhiều hòn đảo ở Thái Bình Dương, vùng Caribe, Ấn Độ Dương. Theo như bảng phân loại quần xã sinh vật của Quỹ Quốc tế Bảo vệ Thiên nhiên, rừng mưa nhiệt đới được cho là một dạng rừng ẩm ướt nhiệt đới (hay rừng lá rộng ẩm ướt nhiệt đới) và cũng có thể được xem là rừng thường xanh đồng bằng tại xích đạo.

## Tổng quan

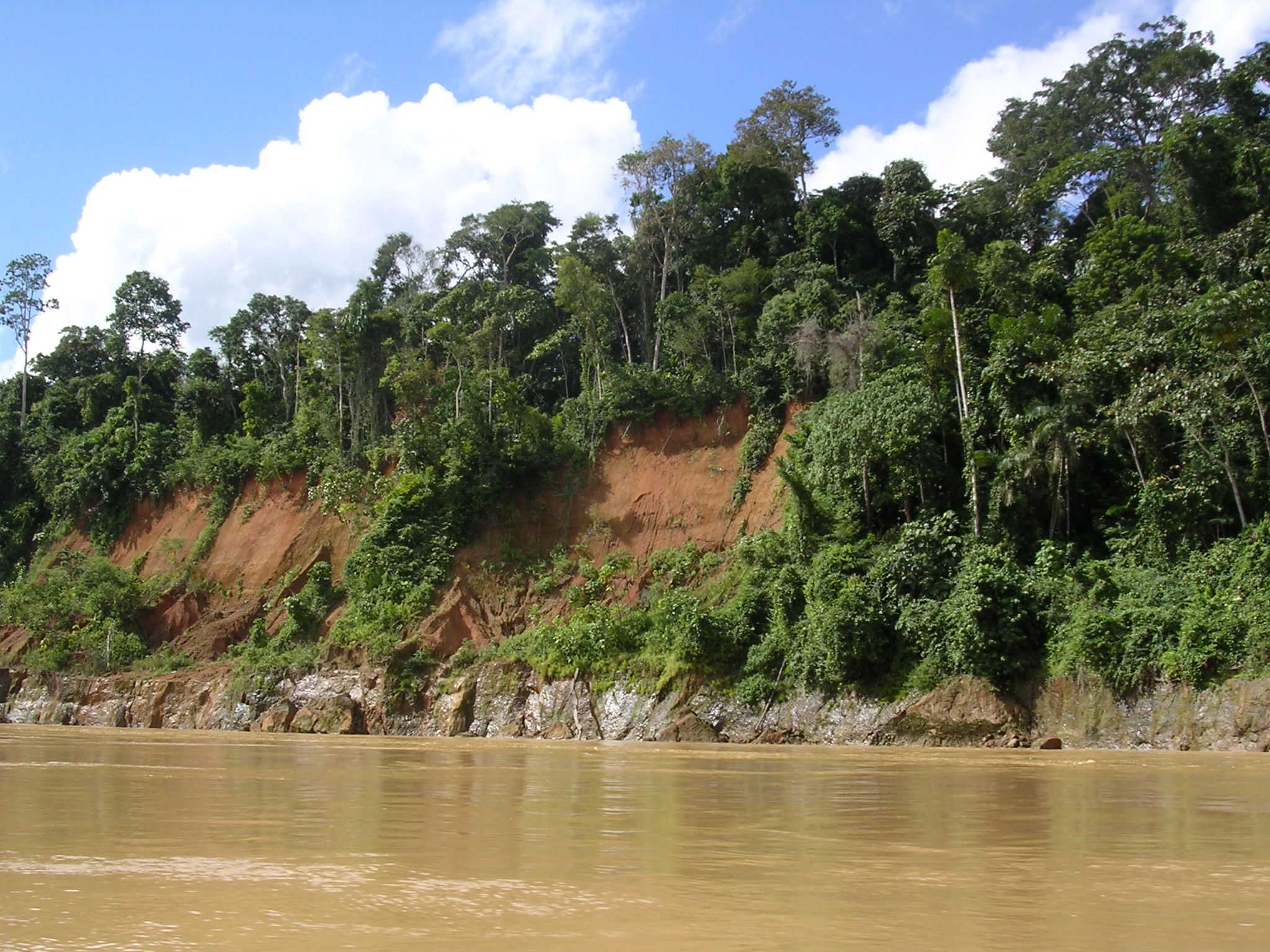
Rừng mưa sông Amazon ở Peru

Rừng mưa nhiệt đới có thể được mô tả bằng hai chữ: nóng và ẩm. Có nghĩa là nhiệt độ hàng tháng đều vượt quá 18 °C (64 °F) trong cả năm. Lượng mưa trung bình hàng năm không thấp hơn 168 cm (66 inch) và có thể vượt hơn 1000 cm (390 inch) dù rằng nó thường nằm giữa khoảng 175 cm (69 inch) và 200 cm (79 inch). Lượng mưa cao như thế này thường làm cho đất nghèo chất dinh dưỡng do các chất dinh dưỡng dễ tan thường bị rửa trôi đi.
Rừng mưa nhiệt đới thể hiện các mức độ đa dạng sinh học rất cao. Khoảng 40% đến 75% trong tất cả các loài sinh vật đều là bản địa. Rừng mưa còn là nhà của một nửa các sinh vật sống và các loài thực vật của cả hành tinh. Hai phần ba trong tất cả các loài thực vật có hoa có thể được tìm thấy trong các rừng mưa. Một hecta rừng mưa có thể có 42000 loài côn trùng khác nhau, khoảng 807 cây trong 313 loài và 1500 loài thực vật mọc cao hơn. Rừng mưa nhiệt đới còn được gọi là "kho thuốc lớn nhất thế giới", bởi vì hơn một phần tư các loại thuốc tự nhiên đã được tìm thấy tại đó. Có vẻ như là còn hàng triệu loài thực vật, côn trùng và vi sinh vật vẫn chưa được phát hiện trong các rừng mưa nhiệt đới.
Rừng mưa nhiệt đới nằm trong những hệ sinh thái bị đe dọa nhất trên toàn thế giới do sự chia cắt quy mô lớn bởi hoạt động của con người. Sự chia cắt môi trường sống gây ra bởi các quá trình địa lý chẳng hạn như hoạt động núi lửa và sự biến đổi khí hậu xảy ra trong quá khứ, và đã được nhận biết là những nguyên nhân quan trọng của sự hình thành loài. Tuy nhiên, sự hủy diệt môi trường sống gây ra nhanh chóng bởi con người bị nghi ngờ là một trong những nguyên nhân chính của sự tuyệt chủng các loài. Rừng mưa nhiệt đới đã là mục tiêu cho việc khai thác gỗ và phá rừng làm đất nông nghiệp quy mô lớn trong suốt thế kỷ 20, và những khu vực được bao phủ bởi rừng mưa trên toàn thế giới đang bị thu nhỏ nhanh chóng.

### Lịch sử
Rừng mưa nhiệt đới đã tồn tại trên Trái Đất hàng trăm triệu năm. Hầu hết rừng mưa nhiệt đới ngày nay nằm trên các mảng của siêu lục địa Gondwana, Đại Trung sinh. Sự chia cắt đại lục đã gây ra mất mát rất lớn ở các loài lưỡng cư, cùng lúc đó khí hậu khô hơn đã thúc đẩy sự đa dạng hóa của các loài bò sát. Sự phân chia đã để lại rừng mưa nhiệt đới tại năm vùng đất chính của thế giới: Châu Mỹ, Châu Phi, Đông Nam Á, Madagascar, và New Guinea, với một phần nhỏ hơn nằm ở rìa ngoài của Châu Úc. Tuy nhiên, những chi tiết về nguồn gốc của rừng mưa vẫn còn chưa chắc chắn bởi vì các di chỉ hóa thạch không đầy đủ.

### Các kiểu rừng mưa nhiệt đới
Vài kiểu rừng có quần xã sinh vật của rừng mưa nhiệt đới:

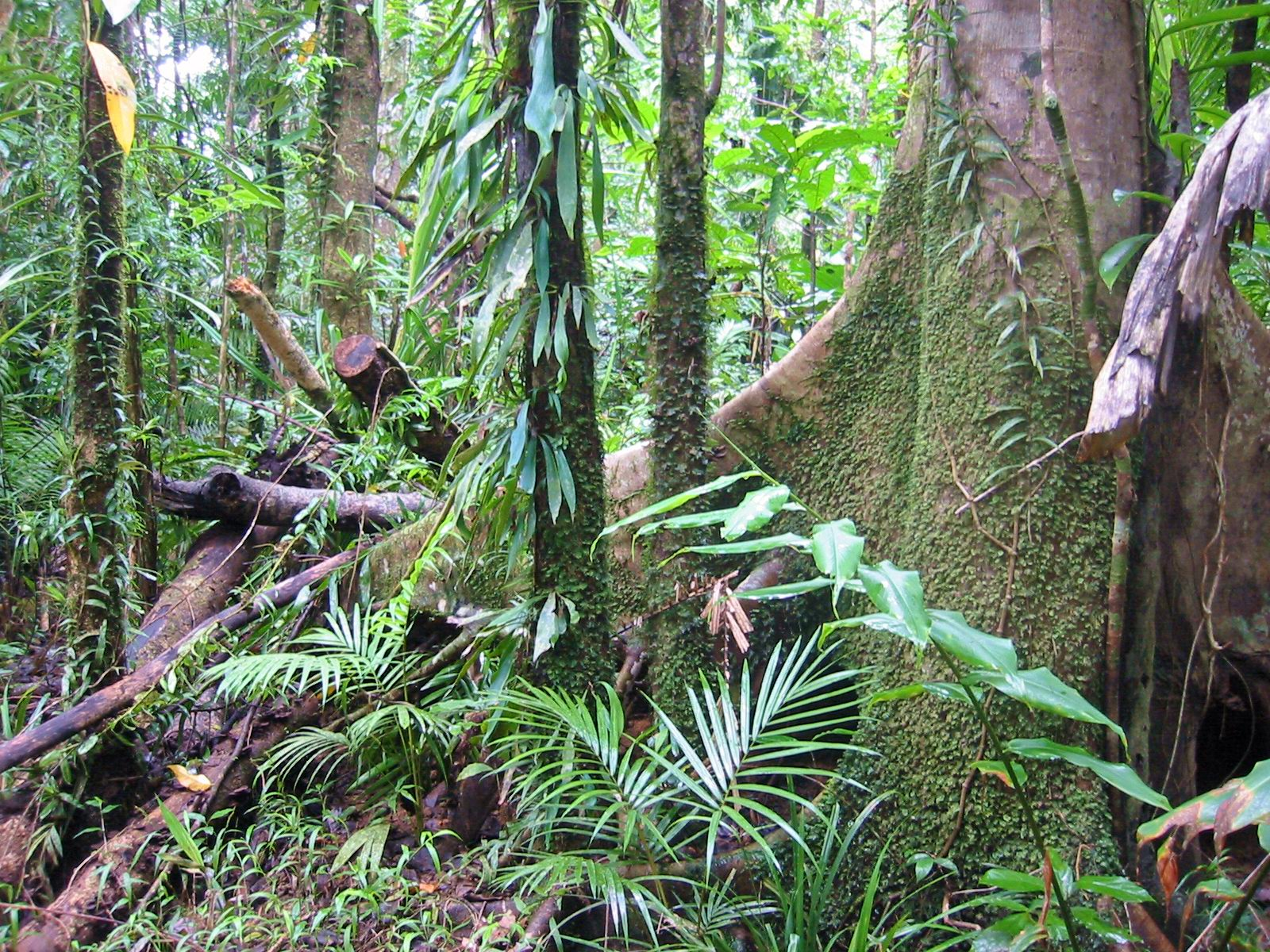
Rừng mưa Daintree ở Queensland

- 'Rừng mưa thường xanh đồng bằng tại xích đạo là các khu rừng nhận lượng mưa cao (hơn 2000 mm, hay 80 inch hàng năm) trong cả năm. Những khu rừng này xuất hiện trong một vành đai xung quanh đường xích đạo, với những khu vực lớn nhất tại lưu vực Amazon ở Nam Mỹ, lưu vực Congo ở Trung Phi, Indonesia, và New Guinea.
- Rừng theo mùa ẩm ướt bán thường xanh và rụng lá, nhận lượng mưa cao với một mùa hạ có mưa ấm áp và một mùa đông khô ráo và mát hơn. Một số cây trong những khu rừng này rụng một phần hoặc toàn bộ lá trong mùa đông. Những khu rừng này được tìm thấy ở các vùng thuộc Nam Mỹ, Trung Mỹ và xung quanh Caribê, vùng duyên hải Tây Phi, các vùng của tiểu lục địa Ấn Độ, và băng ngang hầu hết bán đảo Đông Dương.
- Rừng mưa vùng núi, một số được biết đến với tên gọi "rừng mây" (rừng sương mù), được tìm thấy ở các khu vực trên núi với khí hậu mát hơn. Tùy thuộc vào vĩ độ, phần giới hạn bên dưới của rừng mưa vùng núi trên các dãy núi lớn thường là giữa 1500m và 2500m, còn phần giới hạn bên trên thì thường là từ 2400m đến 3300m.[14]
- Rừng nước ngọt, gồm bảy loại được biết đến tại khu bảo tồn Tambopata, Peru, Amazon.[15]
  - Rừng đầm lầy úng nước lâu dài – Trước đây là hồ móng ngựa, vẫn còn ngập nước nhưng được bao phủ bởi rừng.
  - Rừng đầm lầy úng nước theo mùa – Các hồ móng ngựa đang trong quá trình thêm nước.
  - Rừng bãi bồi đồng bằng – Các vị trí bãi bồi thấp nhất với khu rừng dễ nhận thấy.
  - Rừng bãi bồi đất trung – Rừng cao, thỉnh thoảng ngập nước.
  - Rừng bãi bồi đất cao – Rừng cao, hiếm khi ngập nước.
  - Rừng bãi bồi cũ – Là nơi được để ngập trong khoảng 200 năm trước.
  - Khu bãi bồi cũ – Hiện giờ là bãi đất khô (terra firme), nhưng theo lịch sử thì đã từng là bãi bồi của sông Tambopata.

## Cấu trúc rừng
Rừng mưa nhiệt đới được chia làm các tầng khác nhau, hay còn gọi là lớp, với thảm thực vật được cấu tạo thành một mô hình chiều dọc từ mặt đất đến tán rừng. Mỗi tầng là một quần thể sinh vật duy nhất bao gồm các loại động thực vật khác nhau, thích nghi với điều kiện sống ở riêng tầng đó. Chỉ có tầng trội (tầng vượt tán) là độc nhất ở rừng mưa nhiệt đới, trong khi các tầng khác cũng được tìm thấy ở rừng mưa ôn đới.

### Tầng thảm tươi
Là tầng thấp nhất, chỉ nhận được 2% lượng ánh sáng mặt trời. Chỉ có những thực vật nào thích nghi được với ánh nắng ít mới có thể phát triển được dưới này. Cách xa khỏi các bờ sông, đầm lầy và các khoảng rừng thưa, nơi mà các cây tầng thấp rậm rạp được tìm thấy, thì tầng thảm tươi lại tương đối ít các loài thực vật bởi vì ít ánh sáng mặt trời đến được. Điều này cho phép các loài động vật lớn có thể di chuyển dễ dàng hơn, chẳng hạn như: các loài có móng guốc như hươu đùi vằn (Okapia johnstoni), heo vòi (tapirus sp.), tê giác Sumatra (Dicerorhinus sumatrensis), và các loài khỉ không đuôi giống như khỉ đột đồng bằng phía Tây (Gorilla), cũng như nhiều loài bò sát, lưỡng cư, và côn trùng. Tầng thảm tươi cũng có các phần thực vật và động vật đang trong trạng thái phân hủy, mà sẽ biến mất nhanh chóng, bởi vì điều kiện ấm, ẩm ướt sẽ đẩy nhanh quá trình phân hủy. Nhiều loại nấm phát triển ở đây cũng giúp phân hủy xác động vật và thực vật.

### Tầng dưới tán
Tầng dưới tán nằm giữa tầng tán chính và tầng thảm tươi. Tầng dưới tán là nhà của nhiều loài chim, động vật có vú nhỏ, côn trùng, bò sát, và thú săn mồi. Bao gồm báo (Panthera pardus), ếch phi tiêu độc (Dendrobates sp.), Nasua nasua (họ Gấu mèo Bắc Mỹ), trăn Mỹ nhiệt đới (Boa constrictor), và nhiều loại bọ cánh cứng. Thảm thực vật tại tầng này thường bao gồm các cây bụi chịu bóng, thảo mộc, cây gỗ nhỏ, và các loại dây leo thân gỗ lớn mà hay bò lên các cây gỗ để đón ánh sáng mặt trời. Chỉ có khoảng 5% ánh sáng mặt trời xuyên qua được tầng tán chính để đến được tầng dưới tán, làm cho thực vật tần dưới tán ít khi phát triển lên đến 3 m (10 feet). Để thích nghi với mức độ ánh sáng thấp như thế này, các thực vật ở đây thường tiến hóa với lá to hơn. Nhiều cây con mà sẽ phát triển đến tầng tán chính đều nằm ở tầng dưới tán.

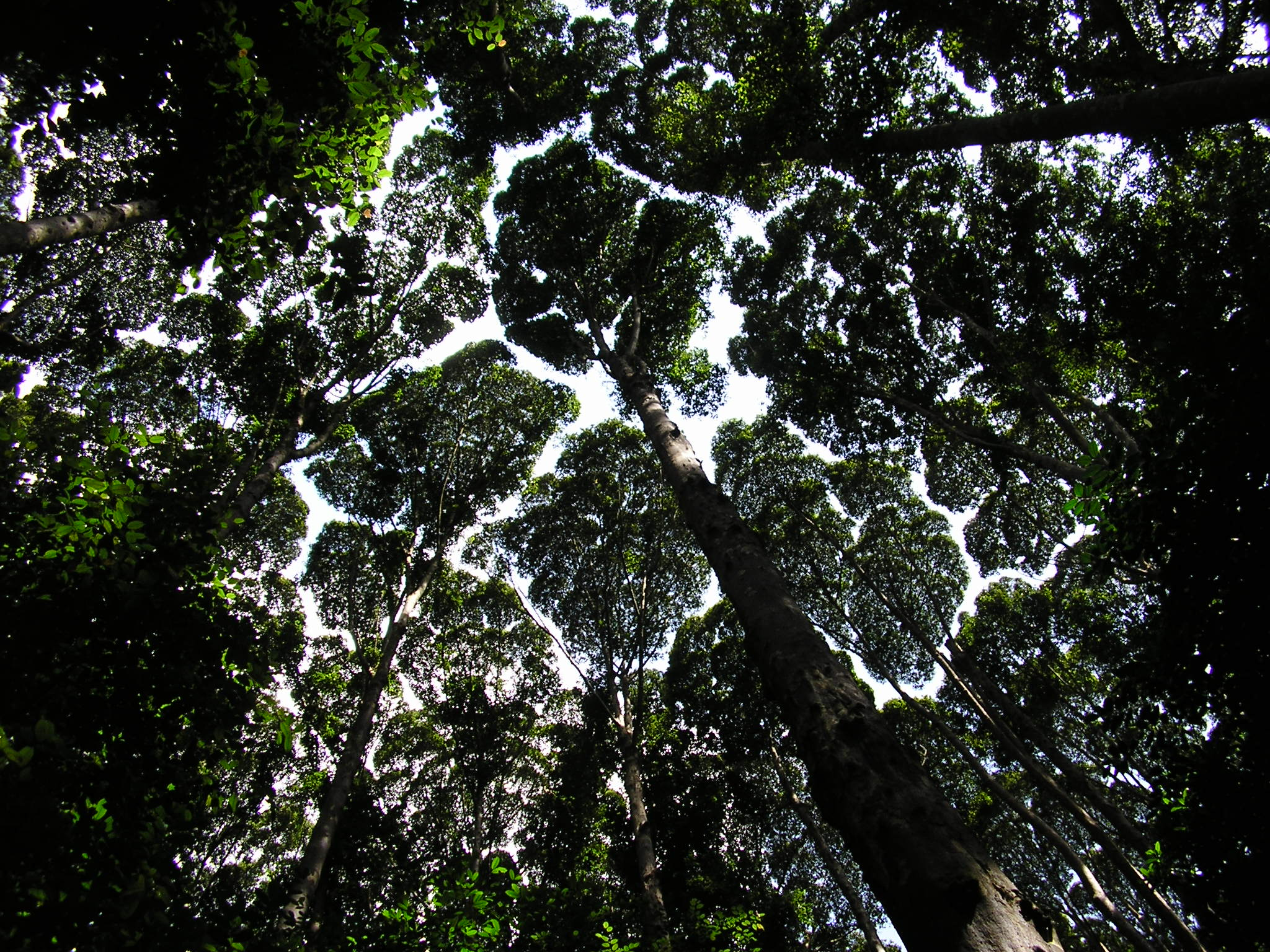
Tầng tán chính tại Học viện nghiên cứu rừng Malaysia.

### Tầng tán chính
Tầng tán chính là tầng quan trọng nhất của một khu rừng, tạo thành phần mái che cho hai tầng còn lại. Nó bao gồm phần lớn các cây gỗ to nhất, thường là cao từ 30–45 m. Các cây thường xanh cao, lá rộng là các cây chiếm ưu thế. Những khu vực có quần thể sinh vật rậm rạp nhất thường được tìm thấy tại tầng tán chính của rừng, vì nó thường hỗ trợ nhiều quần thể thực vật biểu sinh bao gồm lan, cây họ dứa, rêu và địa y. Những thực vật biểu sinh này bám vào các thân và cành, nhánh của cây để lấy nước và khoáng chất từ mưa và các mảng vật chất thu được từ các cây hỗ trợ. Quần thể động vật ở đây cũng tương tự như trên tầng trội, nhưng đa dạng hơn. Người ta cho là tổng tất cả các loài chân khớp của tầng tán chính nhiệt đới có thể lên đến 20 triệu loài. Những loài khác sống ở tầng này bao gồm nhiều loài chim, chẳng hạn như Ceratogymna elata, Hedydipna collaris, vẹt xám châu Phi, Ramphastos sulfuratus, vẹt hồng cũng như các loài động vật khác như Ateles, Papilio antimachus, Bradypus, Potos flavus, Tamandua.

### Tầng trội (Tầng vượt tán)
Tầng trội có ít các cây gỗ lớn, mọc cao hơn tầng tán chính, vươn đến độ cao 45 – 55 m, dù rằng thỉnh thoảng một vài loài sẽ mọc cao đến 70 – 80 m. Ví dụ như cây Lecythis ampla. Những cây này cần phải có khả năng chịu được nhiệt độ cao và gió mạnh mà hay xuất hiện ở trên tầng tán chính tại một số vùng. Vài loài động vật đặc biệt sống tại tầng này chẳng hạn như đại bàng rừng châu Phi, Colobus polykomos, dơi quạ lớn.
Tuy nhiên, sự phân tầng không phải luôn luôn rõ ràng. Các khu rừng mưa luôn thay đổi không ngừng và nhiều thay đổi ảnh hưởng đến cấu trúc của rừng. Ví dụ, khi các cây tầng trội và tầng tán chính bị đổ, chúng sẽ tạo ra các khoảng hở. Những khoảng hở trên tầng tán chính của rừng được biết đến là rất quan trọng đối với việc trồng và phát triển của cây ở rừng mưa. Người ta đánh giá rằng khoảng 75% các loài cây tại La Selva Biological Station, Costa Rica đều phụ thuộc vào các khoảng hở tại tầng tán chính để nảy mầm hạt giống hay để phát triển qua khỏi giai đoạn cây con.

## Sinh thái học

### Khí hậu

Ngày bắt đầu và hướng gió chính của gió mùa hè Tây Nam.

Hầu hết rừng mưa nhiệt đới đều nằm xung quanh hoặc gần đường xích đạo, do đó tồn tại cái gọi là khí hậu xích đạo, đặc trưng bởi ba thông số khí hậu chính: nhiệt độ, lượng mưa, và cường độ mùa khô. Các thông số khác ảnh hưởng đến rừng mưa nhiệt đới là nồng độ cacbon dioxide, bức xạ mặt trời, và sự hiện hữu của nitơ. Nói chung, các kiểu khí hậu đều bao gồm nhiệt độ ấm và lượng mưa hàng năm cao. Tuy nhiên, lượng mưa phong phú thay đổi xuyên suốt cả năm tạo nên các mùa khô và mưa riêng biệt. Rừng mưa được phân loại bởi lượng mưa nhận được hàng năm, mà cho phép các nhà sinh thái học xác định được sự khác biệt trong các khu rừng mà có cấu trúc tương tự nhau này. Theo như sự phân loại của Holdridge về hệ sinh thái nhiệt đới, rừng mưa nhiệt đới thật sự có lượng mưa hàng năm cao hơn 800 cm và nhiệt độ hàng năm cao hơn 24 độ C. Tuy nhiên, hầu hết rừng mưa nhiệt đới đồng bằng có thể được phân loại là rừng mưa nhiệt đới ẩm ướt, mà khác nhau về lượng mưa. Sinh thái học rừng mưa nhiệt đới – động học, kết cấu và chức năng – rất nhạy cảm với các thay đổi về khí hậu, đặc biệt là lượng mưa. Khí hậu của những khu rừng này bị ảnh hưởng bởi một dải mây gọi là Đới hội tụ liên chí tuyến (Intertropical Convergence Zone) nằm gần được xích đạo và được tạo nên bởi những cơn gió mậu dịch từ Bắc và Nam bán cầu. Vị trí của dải mây này thay đổi theo mùa, di chuyển về phía Bắc vào mùa hạ ở hướng Bắc và về phía Nam vào đông của hướng Bắc, kết quả là nó sẽ ảnh hưởng đến các mùa mưa và khô tại các vùng nhiệt đới. Những vùng này đã trải qua sự ấm lên mạnh với một tốc độ khoảng 0.26 độ C mỗi thập kỷ, trùng khớp với hiện tượng ấm lên toàn cầu do khí thải nhà kính từ các hoạt động của con người vào bầu khí quyển. Các nghiên cứu cũng tìm thấy rằng lượng mưa hàng năm đã giảm bớt và vùng nhiệt đới châu Á đã trải qua sự tăng cường độ mùa khô trong khi vùng Amazon lại không có thay đổi đáng kể nào về lượng mưa hay mùa khô. Ngoài ra, hiện tượng dao động thời tiết phương Nam – El Nino (El Nino – Southern Oscillation, ENSO) làm tăng sự biến đổi khí hậu, thay đổi lượng mưa và nhiệt độ, hậu quả là hạn hán và cường độ mùa khô tăng lên. Vì sự tăng nhiệt độ do các hoạt động của con người làm tăng cường độ và tần suất của ENSO, làm cho các khu rừng mưa nhiệt đới dễ bị ảnh hưởng bởi áp lực và tăng số lượng thực vật bị chết.

### Đất rừng

#### Các loại đất
Các loại đất trong vùng nhiệt đới có tính đa dạng cao và là kết quả của sự kết hợp những thay đổi, chẳng hạn như khí hậu, thảm thực vật, vị trí địa hình, vật chất gốc, và tuổi của đất. Hầu hết các loại đất rừng nhiệt đới đều đặc trưng bởi tính rửa trôi và nghèo chất dinh dưỡng; tuy nhiên vẫn có một số vùng có đất màu mỡ. Các loại đất ở khắp nơi trong rừng mưa nhiệt đới được phân loại làm hai dạng, là: đất sét đỏ (ultisol) và đất đỏ vàng (oxisol). Đất sét đỏ là loại đất bị ảnh hưởng mạnh bởi thời tiết, có tính axit, thiếu hụt các chất dinh dưỡng chính chẳng hạn như calci và kali. Tương tự, đất đỏ vàng cũng có tính axit, lâu đời, thường có màu hơi đỏ, bị ảnh hưởng mạnh bởi thời tiết và có tính lọc bỏ cao, tuy nhiên dễ rút nước hơn so với đất sét đỏ. Do hàm lượng sét trong đất sét đỏ khá cao, nên nước khó thấm vào và chảy ra được. Màu đỏ hung của hai loại đất là kết quả của nhiệt độ và độ ẩm cao tạo thành oxit sắt và nhôm, không tan được trong nước và cũng khó được các loài thực vật chấp nhận.
Hóa tính và lý tính của đất có liên quan chặt chẽ với năng suất trên mặt đất và cấu trúc, động lực học của rừng. Các tính chất vật lý của đất ảnh hưởng đến tốc độ thay thế cây trong khi tính chất hóa học chẳng hạn như lượng nitơ và phosphor ảnh hưởng đến tốc độ phát triển của rừng. Các loại đất ở Đông và trung tâm Amazon cũng như tại rừng mưa Đông Nam Á là loại lâu đời, nghèo khoáng chất trong khi loại đất ở Tây Amazon (Ecuador và Peru) và vùng núi lửa của Costa Rica là loại đất mới và giàu khoáng chất. Năng suất chính hay việc sản xuất gỗ là cao nhất ở Tây Amazon và thấp nhất ở Đông Amazon, nơi mà có loại đất bị ảnh hưởng mạnh bởi thời tiết và được phân loại là đất đỏ vàng. Ngoài ra, đất ở Amazon do bị ảnh hưởng mạnh bởi thời tiết, làm chúng bị thiếu các khoáng chất như Phosphor, Kali, Calci, và Magiê, mà thường là từ các nguồn đá tảng. Tuy nhiên, không phải tất cả rừng mưa nhiệt đới đều được tìm thấy trên đất nghèo dinh dưỡng, mà còn trên cả các bãi bồi và vùng núi lửa giàu chất dinh dưỡng nằm tại vùng đồi Andean, và vùng núi lửa ở Đông Nam Á, châu Phi, và Trung Mỹ.
Đất đỏ vàng, cằn cỗi, bị ảnh hưởng mạnh bởi thời tiết và có tính lọc bỏ mạnh, đã phát triển trên các nền Gondwanan cổ đại. Sự phân hủy nhanh chóng bởi vi khuẩn ngăn cản sự tích lũy chất mùn. Nồng độ oxít sắt và nhôm bởi quá trình đá ong hóa đã tạo cho đất đỏ vàng một màu đỏ chói và đôi khi sinh ra lớp chất khoáng đọng (ví dụ như Bô-xít). Trên các nền đất mới, đặc biệt là các nền có nguồn gốc từ núi lửa, các loại đất nhiệt đới có thể khá màu mỡ.

#### Tuần hoàn chất dinh dưỡng
Tốc độ phân hủy cao này là kết quả của lượng nitơ trong đất, lượng mưa, nhiệt độ cao và quần thể vi sinh vật rộng lớn. Ngoài vi khuẩn và các vi sinh vật khác ra, có rất nhiều các yếu tố phân hủy khác chẳng hạn như nấm và mối mà cũng hỗ trợ quá trình này. Sự tuần hoàn chất dinh dưỡng rất quan trọng bởi vì nguồn tài nguyên bên dưới lòng đất ảnh hưởng đến sinh khối ở lớp đất trên và cấu trúc quần thể của rừng mưa nhiệt đới. Những loại đất này đặc trưng bởi lượng phosphor giới hạn, mà sẽ kiềm chế năng suất chung hay sự hấp thụ cacbon. Đất có chứa các vi sinh vật hữu cơ chẳng hạn như vi khuẩn, mà sẽ phân giải xác thực vật và các vật chất hữu cơ khác thành các dạng cacbon vô cơ được sử dụng bởi thực vật, được gọi là sự phân hủy. Trong suốt quá trình phân hủy, quần thể vi sinh vật hô hấp, hấp thu khí oxy và thải ra khí cacbon. Tốc độ phân hủy có thể được đánh giá bằng cách đo lượng oxy hấp thu. Nhiệt đô và lượng mưa cao làm tăng tốc độ phân hủy, cho phép xác thực vật phân rã nhanh chóng ở các vùng nhiệt đới, tạo ra chất dinh dưỡng mà sẽ được thực vật hấp thụ ngay lập tức thông qua nước ở bề mặt hay dưới lòng đất. Các kiểu hô hấp theo mùa bị ảnh hưởng bởi xác thực vật và lượng mưa, lực đẩy cacbon phân hủy từ các chất trên vào đất. Tốc độ hô hấp là cao nhất vào đầu mùa mưa bởi vì mùa khô trước đó làm tăng lượng xác thực vật và do đó tăng tỉ lệ chất hữu cơ bị rửa trôi vào đất.

#### Rễ cạn
Một điểm nổi bật thường thấy ở nhiều rừng mưa nhiệt đới là bộ rễ cạn khác biệt của cây. Thay vì đâm xuyên vào lớp đất sâu hơn, rẽ cạn tạo thành một mạng lưới rễ lan rộng trên mặt đất để hấp thu chất dinh dưỡng hiệu quả hơn trong một môi trường nghèo chất dinh dưỡng và rất cạnh tranh. Hầu hết các chất dinh dưỡng trong đất ở rừng mưa nhiệt đới thì tập trung ở gần bề mặt vì thời gian thay thế và sự phân hủy các chất hữu cơ, lá khá nhanh. Vì vậy, rễ cạn xuất hiện tại mặt đất để cây có thể tối đa hóa việc hấp thu chất dinh dưỡng và cạnh tranh một cách chủ động với các cây khác. Chúng cũng hỗ trợ sự hút nước và trữ nước, tăng diện tích bề mặt để trao đổi khí, tích góp xác thực vật để bổ sung dưỡng chất. Ngoài ra, những rễ này còn giảm sự xói mòn đất và tối đa hóa sự hấp thu dưỡng chất trong suốt những cơn mưa lớn bằng cách chuyển hướng dòng nước giàu dưỡng chất xuống thân cây thành các dòng nhỏ hơn, cùng lúc đó hoạt động như một lá chắn bảo vệ cây khỏi các dòng chảy trên mặt đất. Diện tích bề mặt lớn do những rễ này tạo ra cũng giúp tạo sự chống đỡ và độ ổn định cho cây trong rừng mưa, mà thường phát triển lên đến độ cao đáng kể. Độ ổn định bổ sung này cho phép cây chịu đựng được những tác động của các cơn bão khắc nghiệt, do đó làm giảm sự gãy đổ cây.

### Sự nối tiếp trong rừng
Sự nối tiếp là một quá trình sinh thái thay đổi cấu trúc quần thể sinh vật theo thời gian để hướng tới một cấu trúc quần thể ổn định, đa dạng hơn sau một sự xáo trộn ban đầu. Sự xáo trộn ban đầu thì thường là một hiện tượng tự nhiên hoặc sự kiện do con người gây ra. Những sự xáo trộn tự nhiên bao gồm: bão, núi lửa phun trào, sự di chuyển của sông ngòi hoặc chỉ đơn giản như cây gãy tạo nên khoảng hỡ trong rừng. Trong rừng mưa nhiệt đới, những sự xáo trộn tự nhiên giống nhau này đã được lưu rõ trong các di chỉ hóa thạch, và được tin là có ảnh hưởng tích cực đến sự hình thành loài và sự đặc hữu.

## Địa lý

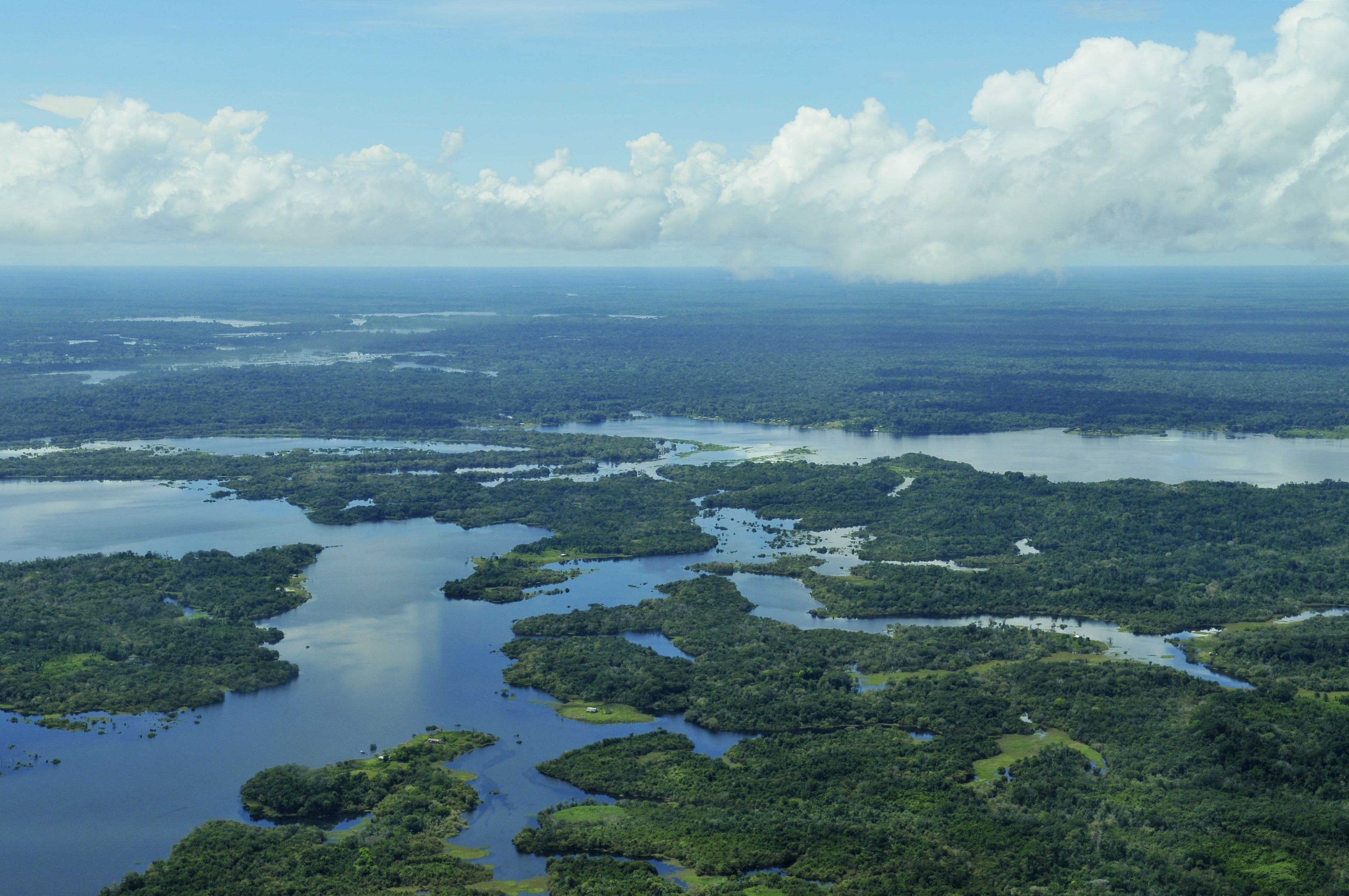
Khung cảnh nhìn từ trên cao của rừng mưa Amazon tại Manaus

### Nam và Trung Mỹ
- Rừng mưa Amazon
- Các rừng nhiệt đới bờ biển Đại Tây Dương

### Châu Phi
- Rừng mưa Congo
- Rừng mưa Ituri
- Rừng Kilum – Ijim
- Rừng đồng bằng Madagascar

### Châu Á
- Rừng mưa Harapan

### Châu Úc và châu Đại Dương
- Rừng mưa Daintree
- Rừng mưa nhiệt đới Hawai

## Đa dạng sinh học và sự hình thành loài

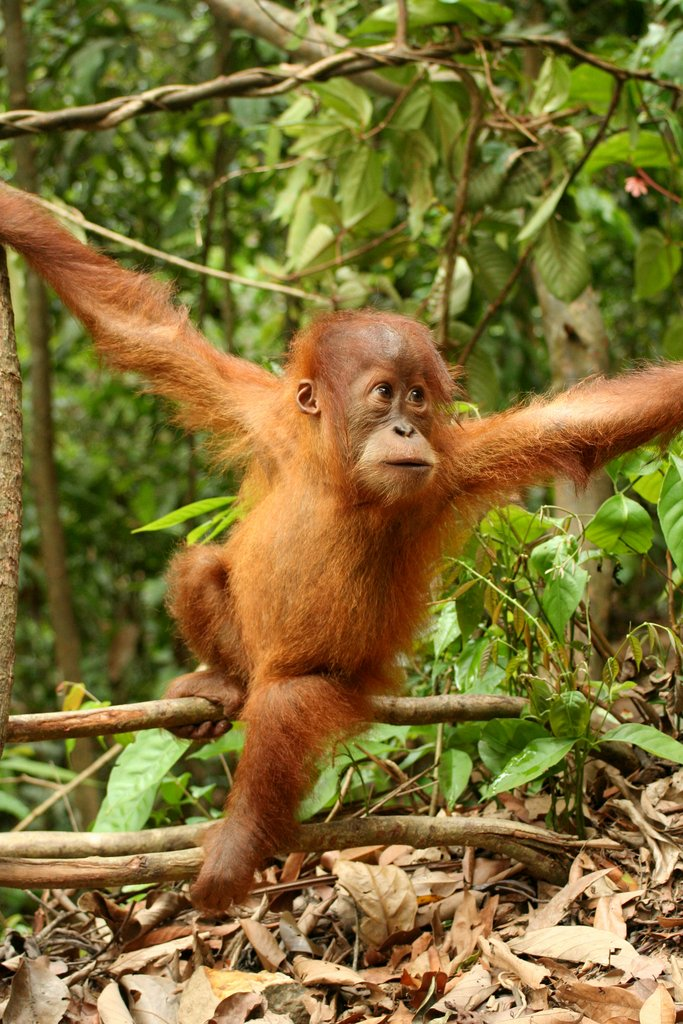
Đười ươi con ở Bukit Lawang, Sumatra

Rừng mưa nhiệt đới cho thấy sự đa dạng lớn về các chủng loài động thực vật. Nguồn gốc của sự hình thành loài đáng nhớ này vẫn còn là một thắc mắc trong giới khoa học và sinh thái học nhiều năm liền. Nhiều thuyết đã được phát triển nhằm giải thích tại sao và như thế nào mà các khu rừng nhiệt đới lại có thể đa dạng đến thế.

### Sự cạnh tranh giữa các loài
Sự cạnh tranh giữa các loài là kết quả từ mật độ cao của các chủng loài với môi trường sống giống nhau trong vùng nhiệt đới và nguồn sống bị giới hạn. Loài nào "thua" khi cạnh tranh có thể trở nên tuyệt chủng hoặc phải tìm môi trường sống khác. Cạnh tranh trực tiếp thường sẽ dẫn đến việc một loài chiếm ưu thế một loài khác nhờ vài thuận lợi, cuối cùng đẩy loài kia vào chỗ tuyệt chủng. Sự ngăn cách môi trường sống là một lựa chọn khác. Đây là ngăn cách và hạn chế nguồn sống cần thiết bằng cách tận dụng các nơi ở, nguồn thực phẩm, bụi rậm khác nhau hay sự khác nhau về hành vi nói chung. Một loài với cùng một loại thực phẩm nhưng số lần ăn khác hẳn cũng là một ví dụ của sự ngăn cách môi trường sống.

### Vùng trú ẩn kỷ Pleistocene
Thuyết về vùng trú ẩn kỷ Pleistocene được phát triển bởi Jurgen Haffer vào năm 1969 với bài báo Sự hình thành loài chim rừng Amazon. Haffer đề xuất giải thích cho sự hình thành loài là sản phẩm của các mảng rừng mưa bị chia cắt bởi sự co giãn của các thảm thực vật không phải rừng trong suốt kỷ băng hà cuối cùng. Ông gọi khu vực những mảng rừng mưa này là nơi trú ẩn và bên trong những mảng này, sự hình thành loài tách biệt xảy ra. Với sự chấm dứt của kỷ băng hà và độ ẩm khí quyển tăng lên, rừng mưa bắt đầu mở rộng và những nơi trú ẩn liên kết lại với nhau. Thuyết này là mục tiêu của những cuộc tranh cãi. Các nhà khoa học vẫn còn hoài nghi rằng thuyết này có xác thực hay không. Cá bằng chứng di truyền đề xuất rằng sự hình thành loài đã xảy ra trong sự sắp xếp nhóm nhất định từ 1 – 2 triệu năm trước, sớm hơn kỷ Pleistocene.

## Không gian của con người

### Nơi sinh sống
Rừng mưa nhiệt đới đã che chở cho con người trong nhiều thiên niên kỷ, như các bộ tộc da đỏ ở Nam Mỹ và Trung Mỹ, những người mà thuộc về Thổ dân châu Mỹ, người Pygmy Congo ở Trung Phi, và vài bộ tộc ở Đông Nam Á như người Dayak và Penan ở Borneo.[30] Nguồn thực phẩm trong rừng phân tán nhiều do sự đa dạng sinh học cao và những chỗ mà có thực phẩm lại thường nằm ở tầng tán chính, đòi hỏi năng lượng đáng kể để có thể lấy được. Vài nhóm người săn bắt – hái lượm khai thác rừng mưa theo mùa nhưng sống chủ yếu ở vùng xa-van kế cận và môi trường rừng thoáng ở ngoài, nơi mà nguồn thực phẩm phong phú hơn. Những bộ tộc khác được mô tả là những người sống trong rừng mưa, săn bắn hái lượm và vẫn tiếp tục sống theo nhóm lớn, trao đổi các vật phẩm có giá trị cao từ rừng chẳng hạn như da thú, lông vũ, và mật ong với những nông dân sống bên ngoài rừng.

### Thổ dân

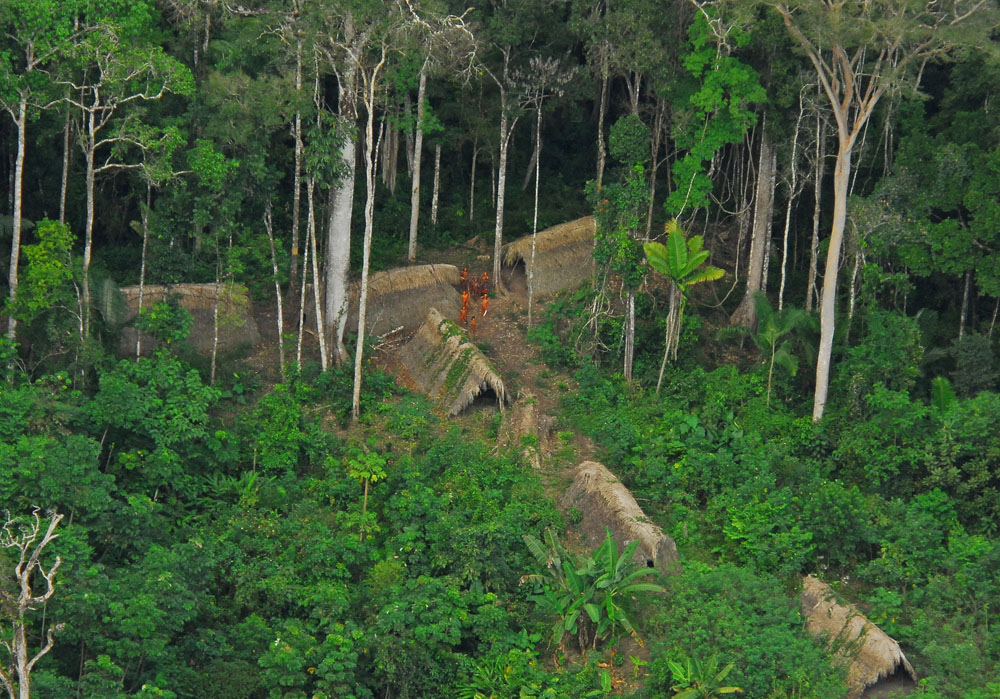
Các thành viên trong một bộ lạc sống tách biệt tại bang Acre, Brazil năm 2009.

Rất nhiều thổ dân sống bên trong rừng mưa và săn bắn hái lượm, hoặc tiếp tục sống kiểu làm nông quy mô nhỏ bán thời gian, phụ thêm vào các nhóm lớn bằng cách trao đổi đổi các vật phẩm có giá trị cao từ rừng chẳng hạn như da thú, lông vũ, và mật ong với những nông dân sống bên ngoài rừng. Họ đã sống trong rừng mưa hơn mười nghìn năm và vẫn hay lẩn tránh nên gần đây mới có vài bộ tộc được phát hiện. Những thổ dân này đang bị đe dọa nghiêm trọng bởi những người đốn gỗ để tìm các loại gỗ cứng nhiệt đới lâu năm như Ipe, Cumaru và Wenge, hay bởi những nông dân mà muốn mở rộng đất đai để nuôi gia súc lấy thịt và trồng đậu nành xuất khẩu làm thức ăn gia súc sang Châu Âu và Trung Quốc. Ngày 18 tháng 1 năm 2007, quỹ FUNAI báo cáo rằng họ đã xác nhận sự hiện diện của 67 bộ tộc sống tách biệt ở Brazil, tăng lên từ 40 vào năm 2005. Với việc bổ sung này, Brazil đã bắt kịp đảo New Guinea, trở thành quốc gia có số bộ tộc sống cách biệt lớn nhất. Tỉnh Irian Jaya hay Tây Papua tại đảo New Guinea là nhà của khoảng 44 nhóm bộ tộc sống cách biệt.
Người Pygmy là những nhóm người săn bắn – hái lượm sống ở các rừng mưa tại xích đạo, nổi bật bởi chiều cao cơ thể thấp (trung bình là dưới 1m50, hay 59 inch). Trong các nhóm người này có người Efe, Aka, Twa, Baka và người Mbuti ở Trung Phi. Tuy nhiên, từ pygmy được xem là có hàm ý xấu khi nói chung hết các bộ tộc mà không có tên riêng.
Một vài nhóm thổ dân châu Mỹ đáng chú ý, hay còn gọi là Amerindian, bao gồm người Huaorani, Yanomamo, và Kayapo ở lưu vực Amazon. Hệ thống nông nghiệp truyền thống của các bộ tộc ở Amazon thường là du canh du cư (cũng được biết là chặt-và-đốt hay luân phiên) và được xem là tác động vô hại. Thật sự, khi nhìn vào mức độ của các mảnh đất trồng luân phiên cá nhân thì vài kiểu canh tác lại được xem là có lợi. Ví dụ, việc sử dụng các cây chịu bóng và đất bỏ hoang đều giúp bảo tồn các chất hữu cơ trong đất, là một nhân tố then chốt trong việc duy trì sự màu mỡ của đất trồng ở những nơi mà đất bị ảnh hưởng mạnh bởi thời tiết và có tính rửa trôi cao tại Amazon.
Có sự đa dạng về người sống trong rừng tại châu Á, bao gồm người Lumad ở Philippnes và người Penan, Dayak ở Borneo. Những người Dayak là nhóm người đặc biệt đáng chú ý vì họ nổi tiếng bởi truyền thống săn đầu người. Đầu người sống được yêu cầu để thực hiện các nghi lễ nhất định chẳng hạn như Iban "kenyalang" và Kenyah "mamat". Những người Pygmy sống ở Đông Nam Á, nằm trong số những bộ tộc khác, cũng được gọi là "Negrito".

### Các nguồn tài nguyên

#### Nông sản và gia vị trồng trọt
Khoai, cà phê, cacao, chuối, xoài, đu đủ, mắc-ca, bơ, và mía đều bắt nguồn từ rừng mưa nhiệt đới và vẫn được trồng chủ yếu tại các đồn điền trên những vùng mà trước đó là rừng mưa nhiệt đới. Vào giữa những năm 1980 và 1990, 40 triệu tấn chuối đã được tiêu thụ trên toàn thế giới mỗi năm, cùng với 13 triệu tấn xoài. Cà phê xuất khẩu từ Trung Mỹ đáng giá 3 triệu USD vào năm 1970. Rất nhiều cây biến đổi di truyền đã được sử dụng để tránh thiệt hại bởi các loài gây hại vẫn được chuyển hóa từ các nguồn có sẵn tính đề kháng trong tự nhiên. Rừng mưa nhiệt đới đã cung cấp 250 loại quả trồng được, so với chỉ 20 giống từ rừng ôn đới. Chỉ riêng các khu rừng ở New Guinea đã có 251 loài cây với quả ăn được, mà chỉ mới có 43 loài được trồng rộng rãi trước năm 1985.

### Dịch vụ sinh thái
Ngoài các hình thức sử dụng khai thác rừng mưa ra, cũng có các hình thức sử dụng không khai thác mà thường được tóm tắt là dịch vụ sinh thái. Rừng mưa đóng vai trò quan trọng trong việc duy trì sự đa dạng sinh học, cô lập là trữ cac bon, điều hòa khí hậu toàn cầu, kiểm soát dịch bệnh, và sự thụ phấn.

### Du lịch
Dù rằng có những tác động tiêu cực của du lịch trong rừng mưa nhiệt đới, vẫn có một vài tác động tích cực quan trọng
Trong những năm gần đây du lịch sinh thái ở các vùng nhiệt đới đã tăng lên. Trong khi rừng mưa đang trở nên hiếm dần, mọi người tìm đến các quốc gia mà vẫn còn môi trường sống đa dạng này. Người dân địa phương được hưởng lợi từ những nguồn thu nhập thêm bởi các du khách, cũng như những khu vực mà cho thấy được sự thú vị đến khách du lịch cũng thường được bảo tồn. Du lịch sinh thí có thể là một sự khuyến khích cho việc bảo tồn, đặc biệt là nó sẽ kích hoạt thay đổi kinh tế một cách tích cực. Du lịch sinh thái có thể bao gồm rất nhiều hoạt động như các tour ngắm động vật, quang cảnh rừng và kể cả các hoạt động văn hóa và làng mạc của người bản xứ. Nếu những hoạt động này được thực hiện hợp lý thì có thể làm lợi cho cả người dân địa phương và quần xã động thực vật hiện tại.
Phát triển du lịch giúp phát triển kinh tế, lợi nhuận sẽ tập trung vào việc bảo vệ môi trường sống. Du lịch có thể đóng góp trực tiếp vào việc bảo tồn các khu vực và môi trường sống nhạy cảm. Lợi nhuận từ tiền thu phí vào công viên và các nguồn tương tụ có thể được sử dụng đặc biệt nhằm chi trả cho việc bảo vệ và quản lý các khu vực nhạy cảm về môi trường. Lợi nhuận từ tiền thuế và du lịch có thể là sự động viên chính quyền đóng góp cho việc bảo vệ rừng.
Du lịch cũng có tiềm năng tăng thêm sự quan tâm của cộng đồng về môi trường và nhận thức về các vấn đề môi trường khi mà nó đưa mọi người đến gần với môi trường hơn. Những sự quan tâm đặc biệt này có thể đem lại các hành vi có ý thức về môi trường. Du lịch cũng có ảnh hưởng tích cực với các nỗ lực bảo tồn và bảo vệ động vật hoang dã, đáng chú ý là ở châu Phi và cũng ở Nam Mỹ, châu Á, châu Úc, và Nam Thái Bình Dương.

## Các mối đe dọa

#### Khai thác mỏ quặng

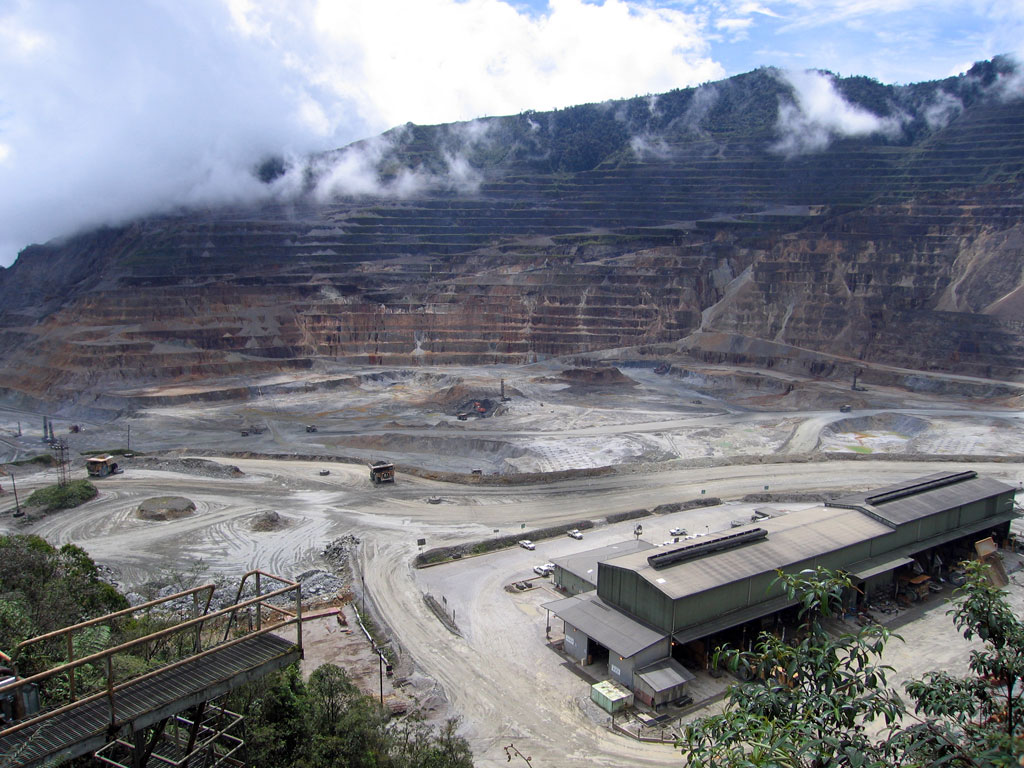
Mỏ Ok Tedi ở Tây Nam Papua New Guinea

Các mỏ quặng kim loại quý hiếm (vàng, bạc, coltan) và nhiên liệu hóa thạch (dầu và khí thiên nhiên) xuất hiện bên dưới rừng mưa trên toàn cầu. Những nguồn tài nguyên này rất quan trọng đối với sự phát triển của quốc gia và việc khai thác chùng thường ưu tiên để khuyến khích tăng trưởng kinh tế. Khai thác mỏ quặng có thể cần mở rộng đất rất lớn, trực tiếp gây ra sự phá rừng. Tại Ghana, một quốc gia ở Tây Phi, sự phá rừng vì hoạt động khai thác mỏ quặng trong hàng thập kỷ đã phá hủy và chỉ còn để lại khoảng 12% diện tích rừng mưa nguyên sinh.

#### Chuyển đất nông nghiệp
Với sự phát triển của nông nghiệp, con người đã có thể dọn quang các mảng rừng mưa để sản xuất mùa màng, chuyển thành đất nông trại mở. Tuy nhiên, những người này vẫn tìm thực phẩm từ các mảnh đất trồng trong rừng là chính, săn bắn và nuôi gia súc trong rừng để bổ sung thêm. Vấn đề phát sinh là nhu cầu của những người nông dân độc lập cần nuôi sống gia đình và những nhu cầu của cả thế giới. Chuyện này vẫn chưa tiến triển mấy vì không có kế hoạch nào được đề ra nhằm hỗ trợ các bên.
Làm nông trên đất đã từng là rừng trước đó cũng không phải là không có khó khăn. Các loại đất rừng mưa thường mỏng và dễ bị rửa trôi đi nhiều loại khoáng chất, và những cơn mưa lớn có thể nhanh chóng làm trôi đi từ những vùng mà được dọn quang để trồng trọt. Những bộ tộc chẳng hạn Yanomamo ở Amazon tận dụng phương pháp chặt-và-đốt nhằm vượt qua giới hạn này và giúp họ tiến sâu hơn vào những chỗ mà trước đó là môi trường rừng mưa. Tuy nhiên, họ không phải là những người sống trong rừng mưa, mà thường sống trên đất trồng lấn vào rừng mưa. Khoảng 90% khẩu phần ăn tiêu biểu của người Yanomamo là từ các cây trồng được.
Một số hoạt động đã được thực hiện bằng cách để đất trống cho rừng thứ cấp phát triển và phục hồi đất. Những hoạt động có lợi như phục hồi đất và bảo tồn có thể có ích cho những nông dân và cho phép sản xuất tốt hơn trên các mảnh đất trồng nhỏ.

### Biến đổi khí hậu
Các vùng nhiệt đới đóng vai trò quan trọng trong việc giảm cacbon dioxide khí quyển. Các vùng nhiệt đới (nổi bật nhất là rừng mưa Amazon) được gọi là các "bồn chứa cacbon". Vì là tác nhân làm giảm cacbon và là nơi trữ cacbon, khí metan từ đất, nên khi rừng bị phá hủy sẽ làm tăng sự giữ bức xạ năng lượng trên Trái Đất và các loại khí ở khí quyển. Sự thay đổi khí hậu tăng lên đáng kể là do sự hủy diệt các khu rừng mưa. Một sự mô phỏng đã được thực hiện khi mà toàn bộ rừng mưa ở châu Phi bị xóa sạch. Kết quả là nhiệt độ khí quyển tăng lên từ 2.5 đến 5 độ C.

### Bảo vệ
Các nỗ lực nhằm bảo vệ và bảo tồn môi trường sống trong rừng mưa nhiệt đới rất đa dạng và lan rộng nhanh. Việc bảo tồn rừng mưa nhiệt đới bao gồm từ việc bảo tồn môi trường sống chặt chẽ đến việc tìm kiếm những phương pháp quản lý hiệu qua cho những người sống trong các rừng mưa nhiệt đới. Chính sách thế giới cũng đưa vào một chương trình hỗ trợ thị trường gọi là "Reducing Emissions from Deforestation và Forest Degradation" (REDD) cho các công ty và chính quyền để giảm lượng cacbon thải ra thông qua sự đầu tư tài chính và việc bảo tồn rừng mưa.